# Thesium angolense
Thesium angolense är en sandelträdsväxtart som beskrevs av Pilger. Thesium angolense ingår i släktet spindelörter, och familjen sandelträdsväxter. Inga underarter finns listade i Catalogue of Life.